# Günther Kaufmann
Günther Kaufmann (München, 16 juni 1947 – Berlijn, 10 mei 2012) was een Duits acteur. Hij was bekend om zijn rol als Vreselijke Sven in de film Wickie und die starken Männer. Verder heeft hij in veertien films van regisseur Rainer Werner Fassbinder gespeeld, met wie hij ook een romantische relatie heeft gehad.
Günther Kaufmann was drie keer getrouwd. De derde keer trouwde hij met Alexandra van 1986 tot aan haar dood in 2002. Na een bekentenis van Günther op de moord van accountant Hartmut Hagen werd hij in 2001 tot een gevangenisstraf van 15 jaar veroordeeld voor chantage en overval. In 2005 bleek tijdens een nieuw politieonderzoek dat niet hij, maar zijn vrouw Alexandra waarschijnlijk de moord gepleegd had. Omdat zijn vrouw aan kanker leed, had Günther de schuld op zich genomen. Na zijn vrijlating in 2005 pakte hij zijn acteercarrière weer op. 
Hij had twee kinderen. 

## Filmografie
- 1970: Die Niklashauser Fart
- 1970: Warum läuft Herr R. Amok?
- 1970: Das Kaffeehaus
- 1970: Götter der Pest
- 1970: Nikashauser Fart
- 1970: Der Amerikanischer Soldat (zang)
- 1970: Baal
- 1971: Whity
- 1971: Pioniere in Ingolstadt
- 1971: Rio das Mortes
- 1972: Adele Spitzeder
- 1972: Ludwig - Requiem für einen jungfräulichen König
- 1973: Der Sieger von Tambo
- 1974: Der Tod der Schneevögel
- 1974: 1 Berlin-Harlem
- 1975: Depressionen
- 1977: Mulligans Rückkehr
- 1978: In einem Jahr mit 13 Monden
- 1979: Die dritte Generation
- 1979: Die Ehe der Maria Braun
- 1981: Heute spielen wir den Boß - Wo geht's denn hier zum Film?
- 1981: I Lola
- 1982: Querelle
- 1982: Kamikaze 1989
- 1982: Die Sehnsucht der Veronika Voss
- 1983: Die wilden Fünfziger
- 1985: Otto - Der Film
- 1986: Whopper Punch 777
- 1989: Beim nächsten Mann wird alles anders
- 1996: Römisches Intermezzo
- 1998: Wie stark muß eine Liebe sein
- 2001: Mayday! Überfall auf hoher See
- 2007: Leroy
- 2007: Weisse Lilien
- 2007: Meine schöne Bescherung
- 2008: Dahoam ist Dahoam
- 2009: Wickie und die starken Männer
- 2009: Mord ist mein Geschäft, Liebling
- 2009: Für meine Kinder tu' ich alles
- 2009: Ich bin ein Star, holt mich hier raus!
- 2010: Jerry Cotton
- 2010: Homies
- 2011: Wickie auf großer Fahrt
- 2012: Kleine Morde (completed)
- 2012: Türkisch für Anfänger

## Televisieseries
- 1971: Der Kommissar - Ein rätselhafter Mord
- 1973: Im Auftrag von Madame
- 1974: Das blaue Palais - Das Medium
- 1974: Der kleine Doktor
- 1974: Okay S.I.R. - Sand im Getriebe
- 1974: Okay S.I.R. - Der letzte Schrei
- 1977-1998: Derrick (4 afleveringen)
- 1977: Es muß nicht immer Kaviar sein
- 1980: Berlin Alexanderplatz
- 1981: Der Alte - Schwarzer Montag
- 1985: Der eiserne Weg
- 1987: Die Krimistunde - Der letzte Auftritt
- 1988: Harald und Eddi (seizoen 2, aflevering 3)
- 1991: Ein Schloß am Wörthersee
- 1993: Harry & Sunny
- 1993: Glückliche Reise - Namibia
- 1994-1995: Unsere Schule ist die Beste
- 1997: Küstenwache
- 1997: Der Kapitän
- 1998: Tierarzt Dr. Engel
- 1998: Der König
- 1998: Derrick (seriefinale)
- 1999: Die Straßen von Berlin - Blutwurst und Weißwein
- 1999: Schwarz greift ein
- 2000: Jahrestage
- 2000: Café Meineid
- 2005: Der Elefant - Mord verjährt nie - Der Duft der Angst
- 2009: SOKO Leipzig (gastoptreden, 1 aflevering)
- 2011: Scharfe Hunde